# Mar Vermelho
Mar Vermelho är en kommun i Brasilien.   Den ligger i delstaten Alagoas, i den östra delen av landet, 1 400 km nordost om huvudstaden Brasília. Antalet invånare är 3 652.
Omgivningarna runt Mar Vermelho är huvudsakligen savann. Runt Mar Vermelho är det ganska tätbefolkat, med 86 invånare per kvadratkilometer.